# اهلبک (نزدیک یوکرماند)
اهلبک (نزدیک یوکرماند) (به آلمانی: Ahlbeck (near Ueckermünde)) یک شهر در آلمان است که در ام استتینر هاف واقع شده‌است.

## خصوصیات
اهلبک ۱۸٫۶۶ کیلومترمربع مساحت دارد ۱۰ متر بالاتر از سطح دریا واقع شده‌است.